# Maurice Escande
Maurice Escande (14 de noviembre de 1892 - 10 de febrero de 1973) fue un actor teatral y cinematográfico de nacionalidad francesa.

## Biografía
Nacido en París, Francia, su nombre completo era Maurice René Escande. Tras haber seguido lecciones de Denis d'Inès, Maurice Escande consiguió en 1912, en la clase de Raphaël Duflos en el Conservatoire national supérieur d'art dramatique, un primer premio de comedia y un segundo premio de tragedia, debutando entonces en el Teatro del Odéon. Su carrera fue interrumpida por la Primera Guerra Mundial, en la cual se distinguió por su servicio (más adelante fue presidente de la asociación de actores combatientes). En 1918 ingresó en la Comédie-Française, compañía con la que debutó actuando en Le Monde où l'on s'ennuie, de Édouard Pailleron, haciendo también obras clásicas como Fedra, Andrómaca, El Cid, Horacio, Polyeucte, o Marion Delorme, entre otras muchas.
En 1925, y a punto de ser nombrado miembro de la Comédie-Française, él dejó la compañía para dedicarse a actuar en otros centros, interpretando a autores como Jean Giraudoux (Judith), Jules Romains (Le Roi masqué), Léopold Marchand o Henri Decoin. Solicitado por Cécile Sorel para actuar con ella en La Dame aux camélias, tras la última representación decidió volver a la Comédie-Française, siendo nombrado miembro en 1936. 
Escande fue también escenógrafo, contándose entre sus autores predilectos Jean Racine, escritor del que montó numerosas tragedias, Alfred de Musset y Pierre de Marivaux, cuya sensibilidad y elegancia concordaban con su temperamento. También dirigió piezas de Pierre Corneille como Cinna y Polyeucte, colaborando en el redescubrimiento de su obra Suréna.
Decano de la Comédie-Française a partir de 1956, en 1960 fue llamado a reemplazar al administrador Claude Bréart de Boisanger, convirtiéndose en el primer administrador-actor. Sus diez años de mandato constituyeron un período de trabajo intenso, abriendo nuevas perspectivas a la Comédie-Française: numerosos escenógrafos franceses y extranjeros fueron solicitados para trabajar en la institución, representándose a autores contemporáneos como Jacques Audiberti, Eugène Ionesco y Georges Schehadé. Además, como miembro honorario, hasta 1971 pudo interpretar algunos papeles de su predilección, como fue el caso de Orgon en Jeu de l'amour et du hasard, y Auguste en Cinna.
Como profesor, formó a un numerosos grupo de actores, entre los cuales figuran Jean Chevrier, Georges Marchal, Jacques Charon, Jacques Dacqmine, Serge Reggiani, Michel Bouquet, Micheline Boudet, o Louise Conte, entre otros.
Para la gran pantalla, rodó unas setenta películas, algunas de ellas en la época del cine mudo. En su última cinta, Martin soldat, de Michel Deville, hacía su propio papel de administrador general de la Comédie-Française.
Maurice Escande falleció en París, Francia, en 1973, a causa de un cáncer. Fue enterrado en el Cementerio de Montrouge. En 1920 se había casado con la actriz Mary Marquet, de la que se divorció en 1921.

## Carrera en la Comédie-Française
- Ingreso en la Comédie-Française en 1918; sale de la compañía el 31 de diciembre de 1925
- Reingresa el 1 de marzo de 1934
- Nombrado miembro número 390 en 1934; nueva salida en 1946, con reingreso en 1948
- Decano desde 1956 a 1960
- Nombrado miembro honorario el 1 de enero de 1960
- Administrador general desde 1960 a 1970

### Actuaciones
- 1918 : Le Monde où l'on s'ennuie, de Édouard Pailleron
- 1918 – 1935 : Fedra, de Jean Racine
- 1918 : Polyeucte, de Pierre Corneille
- 1918 : Le Flibustier, de Jean Richepin
- 1918 : Ruy Blas, de Victor Hugo
- 1918 : Le Marquis de Priola, de Henri Lavedan
- 1918 : La Marche nuptiale, de Henry Bataille
- 1918 : Il ne faut jurer de rien, de Alfred de Musset
- 1918 : Mercadet, de Honoré de Balzac
- 1918 : Le Monde où l'on s'ennuie, de Édouard Pailleron
- 1918 : Ruy Blas, de Victor Hugo
- 1918 : La Fille de Roland, de Henri de Bornier
- 1918 : Ésope, de Théodore de Banville
- 1918 : Psyché, de Molière, Pierre Corneille y Philippe Quinault (fragmentos)
- 1918 : Las preciosas ridículas, de Molière
- 1918 : Les Uns et les autres, de Paul Verlaine
- 1919 : Anfitrión, de Molière
- 1919 : El atolondrado o los contratiempos, de Molière
- 1919 : Les Marionnettes, de Pierre Wolff
- 1919 : Mangeront-ils?, de Victor Hugo
- 1919 : Le Chandelier, de Alfred de Musset
- 1919 : Zaïre, de Voltaire
- 1919 : L'Indiscret, de Edmond Sée
- 1919 : Les Sœurs d'amour, de Henry Bataille
- 1919 : Les Marionnettes, de Pierre Wolff
- 1919 : Horacio, de Pierre Corneille
- 1919 : Ruy Blas, de Victor Hugo
- 1919 : Le Marquis de Priola, de Henri Lavedan
- 1919 – 1925 : El Cid, de Pierre Corneille
- 1919 : Notre jeunesse, de Alfred Capus
- 1919 : Le Testament de César Girodot, de Adolphe Belot y Pierre Villetard
- 1919 : Le Chandelier, de Alfred de Musset
- 1919 : Le Mariage forcé, de Molière
- 1919 : L'Hérodienne, de Albert du Bois
- 1919 : On ne badine pas avec l'amour, de Alfred de Musset
- 1919 : Le Prince d'Aurec, de Henri Lavedan
- 1920 - 1921 : La Mort de Pompée, de Pierre Corneille
- 1920 : Juliette et Roméo, de André Rivoire a partir de William Shakespeare
- 1920 – 1924 : Mitrídates, de Jean Racine
- 1920 : Les Deux Écoles, de Alfred Capus
- 1920 y 1944 : Horacio, de Pierre Corneille
- 1920 – 1949 : Polyeucte, de Pierre Corneille
- 1920 : L'Abbé Constantin, de Hector Crémieux y Pierre Decourcelle
- 1920 : Le Luthier de Crémone, de François Coppée
- 1920 – 1928 : El Cid, de Pierre Corneille
- 1920 – 1955 : Andrómaca, de Jean Racine
- 1920 : Los enredos de Scapin, de Molière
- 1920 : Les Caprices de Marianne, de Alfred de Musset
- 1920 : Paraître, de Maurice Donnay
- 1921 : Maman Colibri, de Henry Bataille
- 1921 : La Robe rouge, de Eugène Brieux
- 1921 : La Mort enchaînée, de Maurice Magre
- 1921 : Cléopâtre, de André-Ferdinand Hérold a partir de Plutarco y Shakespeare
- 1921 : El barbero de Sevilla, de Pierre-Augustin de Beaumarchais
- 1921 : El misántropo, de Molière
- 1921 : Les Fâcheux, de Molière
- 1922 : Les Amants magnifiques, de Molière
- 1922 : L'Impromptu de Versailles, de Molière
- 1922 : Le Paon, de Francis de Croisset
- 1922 : Vautrin, de Edmond Guiraud a partir de Honoré de Balzac
- 1922 : Les Phéniciennes, de Georges Rivollet a partir de Eurípides
- 1922 : El médico a palos, de Molière
- 1922 : Le Gendre de Monsieur Poirier, de Émile Augier y Jules Sandeau
- 1922 – 1925 : Hernani, de Victor Hugo
- 1922 : Polyeucte, de Pierre Corneille
- 1922 : Tartufo, de Molière
- 1922 – 1925 : Británico, de Jean Racine
- 1922 : Los negocios son los negocios, de Octave Mirbeau
- 1922 : Marion Delorme, de Victor Hugo
- 1922 : La Course du flambeau, de Paul Hervieu
- 1923 : Le Carnaval des enfants, de Jean Sarment
- 1923 : Les Marionnettes, de Pierre Wolff
- 1923 : Le Soupçon, de Paul Bourget
- 1923 : Poliche, de Henry Bataille,
- 1923 : La Nuit d'octobre, de Alfred de Musset
- 1923 – 1957 : Berenice, de Jean Racine
- 1924 : Monna Vanna, de Maurice Maeterlinck
- 1922 : Molière et son ombre, de Jacques Richepin
- 1924 : La Nuit d'août, de Alfred de Musset
- 1924 : Louison, de Alfred de Musset
- 1924 : L'Énigme, de Paul Hervieu
- 1924 : Francillon, de Alexandre Dumas (hijo)
- 1924 : Horacio, de Pierre Corneille
- 1924 : Le Luthier de Crémone, de François Coppée
- 1924 : Quitte pour la peur, de Alfred de Vigny
- 1924 : La Nuit de mai, de Alfred de Musset
- 1924 : L'Hérodienne, de Albert du Bois
- 1924 : La Reprise, de Maurice Donnay
- 1925 : Bettine, de Alfred de Musset
- 1925 : Œdipe à Colone, de Georges Rivollet a partir de Sófocles
- 1925 : La Nuit des amants, de Maurice Rostand
- 1925 : Don Juan, de Molière
- 1925 : La Comtesse d'Escarbagnas, de Molière
- 1925 : Les Trois Sultanes, de Charles-Simon Favart
- 1925 : Les Limites du cœur, de André Beaunier
- 1925 : Un caprice, de Alfred de Musset
- 1934 : On ne badine pas avec l'amour, de Alfred de Musset
- 1934 : Hamlet, de William Shakespeare
- 1934 : L'Indiscret, de Edmond Sée
- 1934 : Coriolano, de William Shakespeare
- 1934 : Une nuit d'automne, de Jean Valmy-Besse
- 1934 : L'Offrande, de Gaston Sorbets
- 1934 : Lorenzaccio, de Alfred de Musset
- 1935 : Madame Quinze, de Jean Sarment
- 1935 : Madame Sans Gêne, de Victorien Sardou y Émile Moreau
- 1935 : L'Impromptu de Paris, de Jean Sarment
- 1935 : Las mujeres sabias, de Molière
- 1935 : Esther, de Jean Racine
- 1936 y 1948 : Aimer, de Paul Géraldy
- 1936 : Bolivar, de Jules Supervielle
- 1936 : Primerose, de Robert de Flers y Gaston Arman de Caillavet
- 1936 : La Passion, de Edmond Haraucourt
- 1936 : L'Âne de Buridan, de Robert de Flers y Gaston Arman de Caillavet
- 1936 : La Jalousie, de Sacha Guitry
- 1936 : La Rabouilleuse, de Émile Fabre a partir de Honoré de Balzac
- 1936 : Le Chandelier, de Alfred de Musset, escenografía de Gaston Baty
- 1937 – 1956 : Berenice, de Jean Racine
- 1937 – 1949 : Bayaceto, de Jean Racine, escenografía de Jacques Copeau
- 1937 : Le Simoun, de Henri-René Lenormand, escenografía de Gaston Baty
- 1937 : Les Fâcheux, de Molière
- 1937 : El enfermo imaginario, de Molière
- 1937 : Le Voyageur et son ombre, de Paul Morand
- 1938 : Le Jeu de l'amour et du hasard, de Pierre de Marivaux
- 1938 : Les Fausses Confidences, de Pierre de Marivaux, escenografía de Maurice Escande
- 1938 y 1944 : El burgués gentilhombre, de Molière
- 1938 : Ifigenia, de Jean Racine, escenografía de Marie Ventura
- 1938 : Tricolore, de Pierre Lestringuez, escenografía de Louis Jouvet
- 1938 – 1954 : Británico, de Jean Racine, escenografía de Jean Yonnel
- 1938 – 1949 : Cyrano de Bergerac, de Edmond Rostand, escenografía de Pierre Dux
- 1939 : Les Trois Henry, de André Lang
- 1939 : A souffert sous Ponce-Pilate, de Paul Rayna, escenografía de René Alexandre
- 1939 : L'Offrande, de Gaston Sorbets
- 1939 : La Belle Aventure, de Robert de Flers, Gaston Arman de Caillavet y Emmanuel Arène
- 1939 : La Belle Aventure, de Robert de Flers, Gaston Arman de Caillavet y Emmanuel Arène
- 1939 : George Dandin, de Molière
- 1939 : Martine, de Jean-Jacques Bernard
- 1940 : Cyrano de Bergerac, de Edmond Rostand, escenografía de Pierre Dux
- 1940 : Les Rayons et les Ombres, de Victor Hugo
- 1940 – 1942 : Británico, de Jean Racine
- 1941 y 1948 : Lucrèce Borgia, de Victor Hugo
- 1941 : Suréna, de Pierre Corneille
- 1942 : La Vigne et la maison, de Alphonse de Lamartine
- 1942 : Hamlet, de William Shakespeare, escenografía de Charles Grandval
- 1942 : Le Gendre de Monsieur Poirier, de Émile Augier y Jules Sandeau
- 1942 : L'Autre danger, de Maurice Donnay
- 1942 – 1957 : Fedra, de Jean Racine, escenografía de Jean-Louis Barrault
- 1942 : La reina muerta, de Henry de Montherlant, escenografía de Pierre Dux
- 1942 : L'Aiglon, de Edmond Rostand
- 1943 : Renaud et Armide, de Jean Cocteau, escenografía de Jean Cocteau
- 1943, 1955 – 1956 : Suréna, de Pierre Corneille, escenografía de Maurice Escande
- 1945 : Les Mal-aimés, François Mauriac, escenografía de Jean-Louis Barrault
- 1945 : Antonio y Cleopatra, de William Shakespeare, escenografía de Jean-Louis Barrault
- 1945 y 1948 : L'Ami Fritz, de Erckmann-Chatrian
- 1946 : Le Jeu de l'amour et du hasard, de Pierre de Marivaux
- 1948 : Bettine, de Alfred de Musset
- 1949 : Le Prince travesti, de Pierre de Marivaux
- 1949 – 1952 : Cyrano de Bergerac, de Edmond Rostand, escenografía de Pierre Dux
- 1949 :Le Roi, de Robert de Flers, Gaston Arman de Caillavet y Emmanuel Arène, escenografía de Jacques Charon
- 1949 : Jeanne la Folle, de François Aman-Jean, escenografía de Jean Meyer
- 1951 : La Belle Aventure, de Robert de Flers, Gaston Arman de Caillavet y Emmanuel Arène
- 1951 : Cinna, de Pierre Corneille, escenografía de Maurice Escande
- 1951 : Como gustéis, de William Shakespeare, escenografía de Jacques Charon
- 1952 : Las bodas de Fígaro, de Pierre-Augustin de Beaumarchais, escenografía de Jean Meyer
- 1952 : Les Temps difficiles, de Édouard Bourdet, escenografía de Pierre Dux
- 1952 : La reina muerta, de Henry de Montherlant, escenografía de Pierre Dux
- 1952 : El Cid, de Pierre Corneille, escenografía de Julien Bertheau
- 1953 : La Vérité est morte, de Emmanuel Roblès, escenografía de Jean Marchat
- 1953 : Polyeucte, de Pierre Corneille
- 1954 : Prometeo encadenado, de Esquilo, escenografía de Julien Bertheau,
- 1954 : La escuela de los maridos, de Molière, escenografía de Jean Meyer
- 1955 : Le Pavillon des enfants, de Jean Sarment, escenografía de Julien Bertheau
- 1956 : Las mujeres sabias, de Molière, escenografía de Jean Meyer
- 1956 : Le Demi-monde, de Alexandre Dumas (hijo), escenografía de Maurice Escande
- 1956 : Coriolano, de William Shakespeare, escenografía de Jean Meyer
- 1957 : Polydora, de André Gillois
- 1958 : À quoi rêvent les jeunes filles, de Alfred de Musset
- 1959 : Las mujeres sabias, de Molière
- 1959 : Port-Royal, de Henry de Montherlant

- Veladas literarias :** La dernière journée de Molière (a partir de  Jean-Léonor Le Gallois de Grimarest), 20 de octubre de 1956
  - Élégie aux nymphes de Vaux (Jean de La Fontaine), 10 de diciembre de 1956
  - Les « Vous » et les « Tu », En qualité d’historien y Lettre à un Genevois (Voltaire), Les Victoires de Voltaire, 18 de febrero de 1957
  - Adolphe, extractos de Mon père avait raison, de Sacha Guitry, 3 de junio de 1959

### Director
- 1939 : Le Jeu de l'amour et du hasard, de Marivaux
- 1942 : Un caprice, de Alfred de Musset
- 1943 : Suréna, de Pierre Corneille
- 1946 : Le Jeu de l'amour et du hasard y L'Épreuve, de Marivaux
- 1949 : Berenice, de Jean Racine
- 1954 : On ne badine pas avec l'amour, de Alfred de Musset
- 1956 : Berenice, de Jean Racine
- 1961 : Les Mœurs du temps, de Bernard-Joseph Saurin

## Carrera teatral ajena a la Comédie-Française

### Actor
- 1917 : L'Affaire des poisons, de Victorien Sardou, Teatro del Odéon
- 1926 : Une revue 1830-1930, de Maurice Donnay y Henri Duvernois, Teatro de la Porte Saint-Martin
- 1927 : L'Enlèvement, de Paul Armont y Marcel Gerbidon, Théâtre de la Michodière
- 1929 : Le Dernier Tzar, de Maurice Rostand, escenografía de Émile Couvelaine, Teatro de la Porte Saint-Martin
- 1930 : Miss France, de Georges Berr y Louis Verneuil, Théâtre Édouard VII
- 1931 : Le Roi masqué, de Jules Romains, escenografía de Louis Jouvet, Théâtre Pigalle
- 1931 : Judith, de Jean Giraudoux, escenografía de Louis Jouvet, Théâtre Pigalle
- 1932 : Hector, de Henri Decoin, Théâtre de l'Apollo
- 1932 : Andrómaca, de Jean Racine, Théâtre Antoine
- 1933 : Le Paradis perdu, de Paul Gavault, Théâtre de l'Athénée
- 1946 : Le Burlador, de Suzanne Lilar, escenografía de Louis Ducreux, Théâtre Saint-Georges
- 1958 : Polyeucte, de Pierre Corneille, escenografía de Jean Serge, Festival Pierre Corneille en Barentin
- 1967 : On ne badine pas avec l'amour, de Alfred de Musset, escenografía de Jean Darnel, Festival de Arte dramático de Saint-Malo
- 1967 : Británico, de Jean Racine, escenografía de Jean Darnel, Théâtre de la Nature en Saint-Jean-de-Luz
- 1968 : Británico, de Jean Racine, escenografía de Maurice Escande, Teatro antiguo (Arlés)
- 1971 : Lorenzaccio, de Alfred de Musset, escenografía de Jean Meyer, Odéon antique de Lyon

### Director

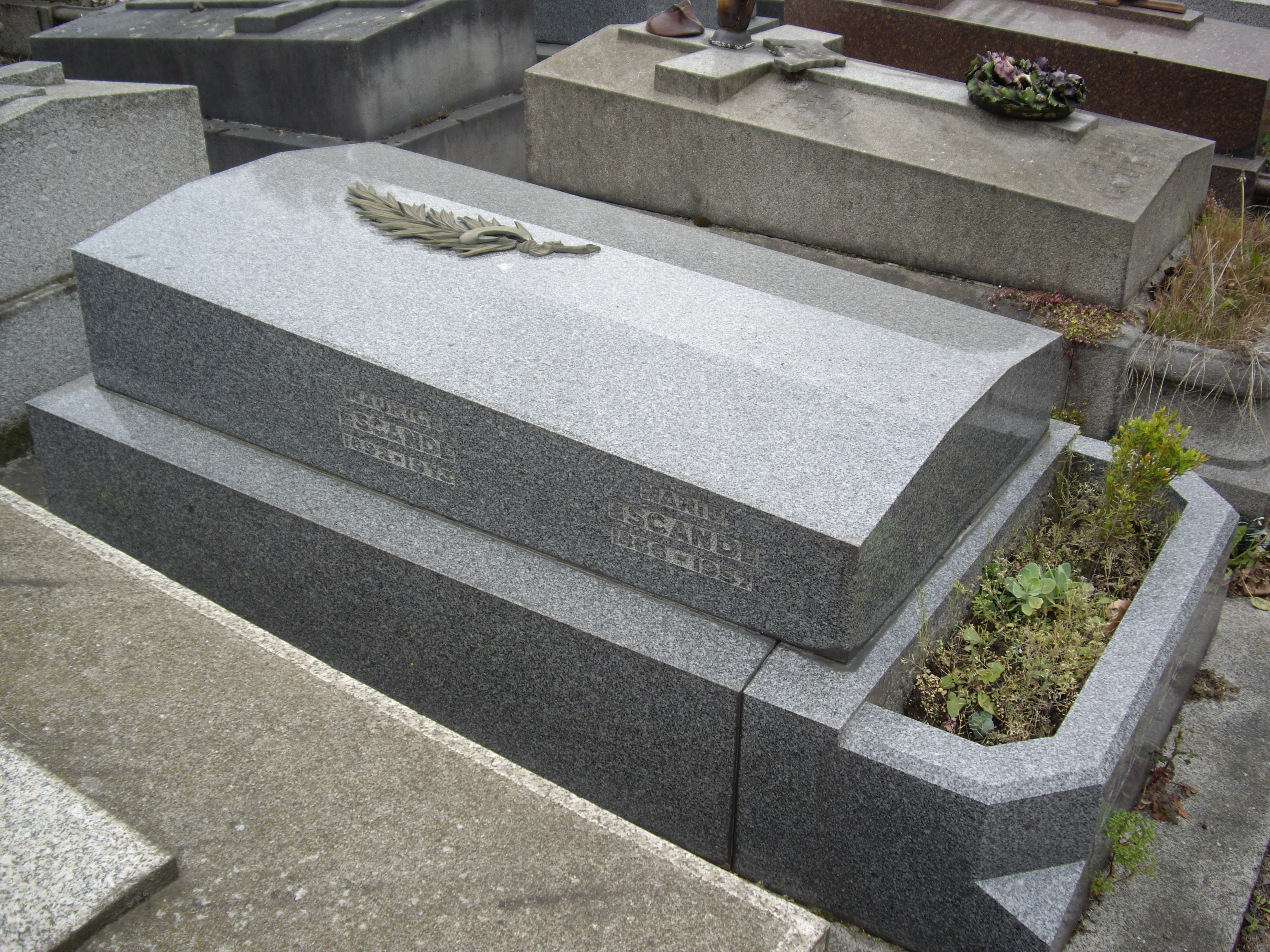
Tumba de Maurice Escande en el Cementerio de Montrouge

- 1945 : À l'approche d'un soir du monde, de Fabien Reignier, llevada a escena junto a Jacques-Henri Duval, Théâtre Saint-Georges
- 1950 : Les Démoniaques, de Michel Durafour, Théâtre du Vieux-Colombier
- 1968 : Británico, de Jean Racine, Teatro antiguo (Arlés)

## Filmografía
- 1917 : Un vol étrange, de Henri Desfontaines
- 1918 : Simone, de Camille de Morlhon
- 1921 : L'Essor, de Charles Burguet
- 1921 : Les deux soldats, de Jean Hervé
- 1921 : La Ferme du Choquart, de Jean Kemm
- 1921 : Mademoiselle de La Seiglière, de André Antoine
- 1921 : Les trois lys, de Henri Desfontaines
- 1921 : Fromont jeune et Risler aîné, de Henry Krauss
- 1922 : Molière, sa vie, son œuvre, de Jacques de Féraudy
- 1923 : Nantas, de E.B Donatien
- 1923 : Un gentleman neurasthénique, de Henri Brasier y Emile Poncet
- 1925 : La Damnation de Faust, de Stéphane Passet y Victor Charpentier
- 1931 : La Chance, de René Guissart
- 1932 : Chassé-croisé, de Maurice Diamant-Berger
- 1932 : Totoche et compagnie
- 1932 : Embrassez-moi, de Léon Mathot
- 1933 : Les Trois Mousquetaires, de Henri Diamant-Berger
- 1933 : Le Gendre de Monsieur Poirier, de Marcel Pagnol
- 1933 : Son altesse impériale, de Jean Bernard-Desrone y Victor Janson
- 1934 : Un soir à la Comédie-Française, de Léonce Perret
- 1935 : Le parapluie de Monsieur Bec, de Robert Péguy
- 1935 : Le collier du grand duc, de Robert Péguy
- 1935 : Le Domino vert, de Henri Decoin y Herbert Selpin
- 1935 : Dora Nelson, de René Guissart
- 1935 : Les Époux scandaleux, de Georges Lacombe
- 1935 : Jeunes filles à marier, de Jean Vallée
- 1935 : Lucrèce Borgia, de Abel Gance
- 1936 : Tout va très bien madame la marquise, de Henry Wulschleger
- 1936 : La Garçonne, de Jean de Limur
- 1936 : Les Demi-vierges, de Pierre Caron
- 1936 : Les Deux Gamines, de René Hervil y Maurice Champreux
- 1936 : Sept hommes...une femme, de Yves Mirande
- 1936 : Les Deux Gosses, de Fernand Rivers
- 1936 : Les Petites alliées, de Jean Dréville
- 1937 : Le Messager, de Raymond Rouleau
- 1937 : Cinderella, de Pierre Caron
- 1937 : La Danseuse rouge, de Jean-Paul Paulin
- 1937 : Liberté, de Jean Kemm
- 1938 : Café de Paris, de Yves Mirande
- 1938 : La Marseillaise, de Jean Renoir
- 1939 : La Belle Revanche, de Paul Mesnier
- 1940 : Moulin rouge, de André Hugon
- 1940 : Paris-New York, de Yves Mirande
- 1941 : Madame Sans-Gêne, de Roger Richebé
- 1941 : Le Diamant noir, de Jean Delannoy
- 1942 : Étoiles de demain, de René Guy-Grand
- 1942 : Patricia, de Paul Mesnier
- 1942 : La Femme que j'ai le plus aimée, de Robert Vernay
- 1943 : Le Capitaine Fracasse, de Abel Gance
- 1944 : La Vie de plaisir, de Albert Valentin
- 1945 : Bifur 3, de Maurice Cam
- 1945 : Échec au roy, de Jean-Paul Paulin
- 1945 : Le Père Goriot, de Robert Vernay
- 1945 : Farandole, de André Zwobada
- 1946 : L'Affaire du collier de la reine, de Marcel L'Herbier
- 1946 : Le Capitan, de Robert Vernay
- 1947 : Hyménée, de Émile Couzinet
- 1948 : Le Diable boiteux, de Sacha Guitry
- 1948 : D'homme à hommes, de Christian-Jaque
- 1948 : La Renégate, de Jacques Séverac
- 1949 : Monseigneur, de Roger Richebé
- 1950 : Amour et compagnie, de Gilles Grangier
- 1951 : Coq en pâte, de Carlo Felice Tavano
- 1951 : L'Étrange Madame X, de Jean Grémillon
- 1952 : Buridan, héros de la Tour de Nesle, de Émile Couzinet
- 1953 : La Dame aux camélias, de Raymond Bernard
- 1953 : Des quintuplés au pensionnat, de René Jayet
- 1955 : Napoleón, de Sacha Guitry
- 1955 : Le Fils de Caroline Chérie, de Jean-Devaivre
- 1956 : Si Paris nous était conté, de Sacha Guitry
- 1960 : Antigone, telefilm de Jean Vernier
- 1963 : Les Animaux, de Frédéric Rossif
- 1964 : Comment épouser un premier ministre, de Michel Boisrond
- 1966 : Martin soldat, de Michel Deville
- 1970 : Le Cinéma de papa, de Claude Berri